# Reforma Athletic Club
Il Reforma Athletic Club è una società polisportiva messicana, con sede a Naucalpan de Juárez. È nota principalmente per la sua sezione calcistica, che ha vinto 6 campionati messicani dell'era amatoriale.

## Storia
Fondato nel 1894 a Città del Messico da un gruppo di immigrati inglesi, inizialmente si occupò di cricket salvo virare verso il calcio all'inizio del XX secolo. Nel 1902 prese parte alla prima edizione del Campionato messicano di calcio, all'epoca disputato ancora a livello amatoriale, assieme ad Orizaba, British Club, Pachuca e México Cricket Club classificandosi al secondo posto. Nel 1906 vinse il suo primo titolo dominando il torneo con 7 vittorie ed un solo pareggio, ripetendosi l'anno seguente e nel quadriennio dal 1909 al 1912.
Nel 1914 subì un duro colpo a causa della Seconda guerra mondiale a cui prese parte una buona parte dei suoi giocatori (per la maggioranza inglesi), al punto da non riuscire ad iscriversi al campionato 1915-1916. Nel 1920 tornò in vita, questa volta con la maggioranza dei giocatori di nazionalità messicana oltre ai britannici rientranti dalla guerra, ma quattro anni dopo fallì nuovamente non riuscendo ad iscriversi al campionato.
Nel 1948 fu uno dei membri fondatori della Liga interclubes de fútbol soccer Amateur assieme a Tecaya, Canarios, Deportivo Chapultepec, Tiburones, Titingo, Osos e Lusitania, torneo dove militò nei decenni successivi. Nel 1962 spostò la propria sede sociale nella città di Naucalpan de Juárez.

## Palmarès

### Competizioni amatoriali
- Campionato messicano amatoriale: 6

1905-1906, 1906-1907, 1908-1909, 1909-1910, 1910-1911, 1911-1912
- Copa Tower: 2

1908-1909, 1909-1910